# Puchar Ukrainy w piłce siatkowej mężczyzn (2020/2021)
Puchar Ukrainy w piłce siatkowej mężczyzn 2020/2021 (ukr. Кубок України з волейболу серед чоловіків 2020/2021) – 28. sezon rozgrywek o siatkarski Puchar Ukrainy zorganizowany przez Ukraiński Związek Piłki Siatkowej (ukr. Федерація волейболу України, FWU). Zainaugurowany został 11 września 2020 roku. Brało w nim udział 29 klubów z Superligi, wyższej ligi, I ligi oraz II ligi.
Rozgrywki składały się z czterech rund oraz turnieju finałowego, w ramach którego rozegrane zostały półfinały, mecz o 3. miejsce i finał.
Turniej finałowy odbył się w dniach 19-20 marca 2021 roku w kompleksie sportowym Epicentr w Gródku. Puchar Ukrainy po raz czwarty zdobył Barkom-Każany Lwów, który w finale pokonał Żytyczi-PNU Żytomierz. MVP turnieju finałowego wybrany został Illa Kowalow.

## Drużyny uczestniczące
| Superliga 8 drużyn           | Superliga 8 drużyn |
| ---------------------------- | ------------------ |
| Barkom-Każany Lwów           | zwycięstwo         |
| Burewisnyk-SzWSM Czernihów   | IV runda           |
| Epicentr-Podolany Horodok    | 3. miejsce         |
| Jurydyczna akademіja Charków | III runda          |
| Łokomotyw Charków            | III runda          |
| Serce Podilla Winnica        | IV runda           |
| WK MHP-Winnica               | 4. miejsce         |
| WSK MHP-Winnica              | IV runda           |
| Żytyczi-PNU Żytomierz        | finał              |

| Wyższa liga 8 drużyn | Wyższa liga 8 drużyn |
| -------------------- | -------------------- |
| Buława Lwów          | II runda             |
| Chotynśki kozaky     | III runda            |
| DSO-ZUNU Tarnopol    | III runda            |
| Nowator Chmielnicki  | III runda            |
| WK Bachmut-SZWSM     | II runda             |
| WK Dnipro            | III runda            |
| WK Politechnik-Odesa | II runda             |
| WK Reszetyliwka      | IV runda             |

| I liga 5 drużyn        | I liga 5 drużyn |
| ---------------------- | --------------- |
| DDMA-DIUSSZ Kramatorsk | I runda         |
| Donbas Pokrowsk        | II runda        |
| NUFWSU                 | I runda         |
| WK Bioresurs Żytomierz | I runda         |
| WK Nikopol             | II runda        |

| II liga 6 drużyn               | II liga 6 drużyn |
| ------------------------------ | ---------------- |
| KDIUSSZ №1-DSO-ZUNU Tarnopol   | I runda          |
| Nejrotrek                      | I runda          |
| NUBiP Ukrainy                  | I runda          |
| SK Radius-SDIUSSZOR Połtawa №2 | II runda         |
| Whoru Chersoń                  | I runda          |
| WK Horisz                      | I runda          |

## System rozgrywek
Puchar Ukrainy w sezonie 2020/2021 składa się z czterech rund i turnieju finałowego.
I runda

W I rundzie uczestniczą wszystkie zgłoszone drużyny z wyjątkiem tych grających w Superlidze. Drużyny dzielone są na grupy na zasadzie terytorialnej. W każdej grupie zespoły rozgrywają między sobą po jednym meczu. Do II rundy awans uzyskują po dwie najlepsze drużyny z każdej grupy.
II runda

W II rundzie uczestniczą drużyny, które awansowały z I rundy oraz beniaminki Superligi w sezonie 2020/2021, a także drużyna, która zajęła 7. miejsce w Superlidze w sezonie 2019/2020. W drodze losowania powstają grupy. W każdej grupie zespoły rozgrywają między sobą po jednym meczu. Do III rundy awans uzyskują po dwie najlepsze drużyny z każdej grupy.
III runda

W III rundzie uczestniczą zespoły, które awansowały z II rundy oraz pozostałe drużyny z Superligi. W drodze losowania powstają grupy. W każdej grupie zespoły rozgrywają między sobą po jednym meczu. Do IV rundy awans uzyskują po dwie najlepsze drużyny z każdej grupy.
IV runda

W IV rundzie uczestniczą zespoły, które awansowały z III rundy. W drodze losowania powstają grupy. W każdej grupie zespoły rozgrywają między sobą po jednym meczu. Do turnieju finałowego awans uzyskują po dwie najlepsze drużyny z każdej grupy.
Turniej finałowy

Turniej finałowy składa się z półfinałów, meczu o 3. miejsce oraz finału. Pary półfinałowe tworzone są w drodze losowania. Zwycięzcy spotkań półfinałowych rozgrywają finał o Puchar Ukrainy, natomiast przegrani – mecz o 3. miejsce.

## Rozgrywki

### I runda
awans do II rundy

#### Grupa A
Tabela
| Lp. | Drużyna                      | Mecze | Mecze   | Mecze   | Pkt | Sety | Sety | Sety  | Małe punkty | Małe punkty | Małe punkty |
| Lp. | Drużyna                      | M     | W (3:2) | P (2:3) | Pkt | wyg. | prz. | ratio | zdob.       | str.        | ratio       |
| --- | ---------------------------- | ----- | ------- | ------- | --- | ---- | ---- | ----- | ----------- | ----------- | ----------- |
| 1   | DSO-ZUNU Tarnopol            | 3     | 3 (0)   | 0 (0)   | 9   | 9    | 0    | MAX   | 225         | 151         | 1.490       |
| 2   | Buława Lwów                  | 3     | 1 (0)   | 2 (0)   | 3   | 4    | 6    | 0.667 | 220         | 244         | 0.902       |
| 3   | WK Horisz                    | 3     | 1 (0)   | 2 (0)   | 3   | 4    | 7    | 0.571 | 255         | 264         | 0.966       |
| 4   | KDIUSSZ №1-DSO-ZUNU Tarnopol | 3     | 1 (0)   | 2 (0)   | 3   | 3    | 7    | 0.429 | 207         | 248         | 0.835       |

Źródło: FWU – Data Project (ukr.)
Punktacja: 3:0 i 3:1 – 3 pkt; 3:2 – 2 pkt; 2:3 – 1 pkt; 1:3 i 0:3 – 0 pkt
Zasady ustalania kolejności: 1. liczba zwycięstw; 2. liczba punktów; 3. stosunek setów; 4. stosunek małych punktów; 5. bilans w bezpośrednich meczach
Wyniki spotkań
| 11.09.2020 17:00 (UTC+3) | DSO-ZUNU Tarnopol | 3:0 (25:18, 25:14, 25:14) | KDIUSSZ №1-DSO-ZUNU Tarnopol | Kompleks sportowy ZNU, Tarnopol Sędziowie: Kostiantyn Chutornyj i Mychajło Omelczenko |

| 11.09.2020 20:00 (UTC+3) | Buława Lwów | 1:3 (24:26, 27:25, 16:25, 26:28) | WK Horisz | Kompleks sportowy ZNU, Tarnopol Sędziowie: Mychajło Omelczenko i Kostiantyn Chutornyj |

| 12.09.2020 15:00 (UTC+3) | KDIUSSZ №1-DSO-ZUNU Tarnopol | 3:1 (29:27, 26:24, 16:25, 25:21) | WK Horisz | Kompleks sportowy ZNU, Tarnopol Sędziowie: Mychajło Omelczenko i Kostiantyn Chutornyj |

| 12.09.2020 18:00 (UTC+3) | DSO-ZUNU Tarnopol | 3:0 (25:17, 25:17, 25:17) | Buława Lwów | Kompleks sportowy ZNU, Tarnopol Sędziowie: Kostiantyn Chutornyj i Mychajło Omelczenko |

| 13.09.2020 10:00 (UTC+3) | WK Horisz | 0:3 (16:25, 18:25, 20:25) | DSO-ZUNU Tarnopol | Kompleks sportowy ZNU, Tarnopol Sędziowie: Mychajło Omelczenko i Kostiantyn Chutornyj |

| 13.09.2020 13:00 (UTC+3) | Buława Lwów | 3:0 (26:24, 25:19, 25:22) | KDIUSSZ №1-DSO-ZUNU Tarnopol | Kompleks sportowy ZNU, Tarnopol Sędziowie: Kostiantyn Chutornyj i Mychajło Omelczenko |

#### Grupa B
Tabela
| Lp. | Drużyna                | Mecze | Mecze   | Mecze   | Pkt | Sety | Sety | Sety  | Małe punkty | Małe punkty | Małe punkty |
| Lp. | Drużyna                | M     | W (3:2) | P (2:3) | Pkt | wyg. | prz. | ratio | zdob.       | str.        | ratio       |
| --- | ---------------------- | ----- | ------- | ------- | --- | ---- | ---- | ----- | ----------- | ----------- | ----------- |
| 1   | Chotynśki kozaky       | 2     | 2 (0)   | 0 (0)   | 6   | 6    | 1    | 6.000 | 170         | 139         | 1.223       |
| 2   | Nowator Chmielnicki    | 2     | 1 (0)   | 1 (0)   | 3   | 4    | 3    | 1.333 | 168         | 149         | 1.128       |
| 3   | WK Bioresurs Żytomierz | 2     | 0 (0)   | 2 (0)   | 0   | 0    | 6    | 0.000 | 100         | 150         | 0.667       |

Źródło: FWU – Data Project (ukr.)
Punktacja: 3:0 i 3:1 – 3 pkt; 3:2 – 2 pkt; 2:3 – 1 pkt; 1:3 i 0:3 – 0 pkt
Zasady ustalania kolejności: 1. liczba zwycięstw; 2. liczba punktów; 3. stosunek setów; 4. stosunek małych punktów; 5. bilans w bezpośrednich meczach
Wyniki spotkań
| 11.09.2020 18:00 (UTC+3) | Nowator Chmielnicki | 1:3 (21:25, 25:19, 24:26, 23:25) | Chotynśki kozaky | FOK Nowator, Chmielnicki Sędziowie: Pawło Sawycz i Ołeksandr Sałabaj |

| 12.09.2020 17:00 (UTC+3) | Chotynśki kozaky | 3:0 (25:12, 25:13, 25:21) | WK Bioresurs Żytomierz | FOK Nowator, Chmielnicki Sędziowie: Ołeksandr Sałabaj i Pawło Sawycz |

| 13.09.2020 11:00 (UTC+3) | Nowator Chmielnicki | 3:0 (25:15, 25:20, 25:19) | WK Bioresurs Żytomierz | FOK Nowator, Chmielnicki Sędziowie: Pawło Sawycz i Ołeksandr Sałabaj |

#### Grupa C
Tabela
| Lp. | Drużyna                | Mecze | Mecze   | Mecze   | Pkt | Sety | Sety | Sety  | Małe punkty | Małe punkty | Małe punkty |
| Lp. | Drużyna                | M     | W (3:2) | P (2:3) | Pkt | wyg. | prz. | ratio | zdob.       | str.        | ratio       |
| --- | ---------------------- | ----- | ------- | ------- | --- | ---- | ---- | ----- | ----------- | ----------- | ----------- |
| 1   | WK Bachmut-SZWSM       | 2     | 2 (0)   | 0 (0)   | 6   | 6    | 1    | 6.000 | 171         | 121         | 1.413       |
| 2   | Donbas Pokrowsk        | 2     | 1 (0)   | 1 (0)   | 3   | 3    | 3    | 1.000 | 122         | 132         | 0.924       |
| 3   | DDMA-DIUSSZ Kramatorsk | 2     | 0 (0)   | 2 (0)   | 0   | 1    | 6    | 0.167 | 131         | 171         | 0.766       |

Źródło: FWU – Data Project (ukr.)
Punktacja: 3:0 i 3:1 – 3 pkt; 3:2 – 2 pkt; 2:3 – 1 pkt; 1:3 i 0:3 – 0 pkt
Zasady ustalania kolejności: 1. liczba zwycięstw; 2. liczba punktów; 3. stosunek setów; 4. stosunek małych punktów; 5. bilans w bezpośrednich meczach
Wyniki spotkań
| 11.09.2020 17:00 (UTC+3) | Donbas Pokrowsk | 0:3 (19:25, 13:25, 15:25) | WK Bachmut-SZWSM | Kompleks sportowy Metałurh, Pokrowsk Sędziowie: Jurij Rybałka i Ołeksandr Mychajłow |

| 12.09.2020 14:00 (UTC+3) | WK Bachmut-SZWSM | 3:1 (25:14, 21:25, 25:17, 25:18) | DDMA-DIUSSZ Kramatorsk | Kompleks sportowy Metałurh, Pokrowsk Sędziowie: Ołeksandr Mychajłow i Jurij Rybałka |

| 13.09.2020 11:00 (UTC+3) | Donbas Pokrowsk | 3:0 (25:17, 25:20, 25:20) | DDMA-DIUSSZ Kramatorsk | Kompleks sportowy Metałurh, Pokrowsk Sędziowie: Ołeksandr Mychajłow i Jurij Rybałka |

#### Grupa D
Tabela
| Lp. | Drużyna                        | Mecze | Mecze   | Mecze   | Pkt | Sety | Sety | Sety  | Małe punkty | Małe punkty | Małe punkty |
| Lp. | Drużyna                        | M     | W (3:2) | P (2:3) | Pkt | wyg. | prz. | ratio | zdob.       | str.        | ratio       |
| --- | ------------------------------ | ----- | ------- | ------- | --- | ---- | ---- | ----- | ----------- | ----------- | ----------- |
| 1   | WK Reszetyliwka                | 3     | 3 (0)   | 0 (0)   | 9   | 9    | 0    | MAX   | 225         | 118         | 1.907       |
| 2   | SK Radius-SDIUSSZOR Połtawa №2 | 3     | 2 (0)   | 1 (0)   | 6   | 6    | 4    | 1.500 | 222         | 222         | 1.000       |
| 3   | NUFWSU                         | 3     | 1 (0)   | 2 (0)   | 3   | 4    | 7    | 0.571 | 221         | 257         | 0.860       |
| 4   | NUBiP Ukrainy                  | 3     | 0 (0)   | 3 (0)   | 0   | 1    | 9    | 0.111 | 175         | 246         | 0.711       |

Źródło: FWU – Data Project (ukr.)
Punktacja: 3:0 i 3:1 – 3 pkt; 3:2 – 2 pkt; 2:3 – 1 pkt; 1:3 i 0:3 – 0 pkt
Zasady ustalania kolejności: 1. liczba zwycięstw; 2. liczba punktów; 3. stosunek setów; 4. stosunek małych punktów; 5. bilans w bezpośrednich meczach
Wyniki spotkań
| 11.09.2020 16:00 (UTC+3) | NUFWSU | 1:3 (28:30, 14:25, 25:22, 22:25) | SK Radius-SDIUSSZOR Połtawa №2 | Sala sportowa zakładu szkła medycznego, Połtawa Sędziowie: Maksym Elkin i Switłana Uminśka |

| 11.09.2020 19:00 (UTC+3) | WK Reszetyliwka | 3:0 (25:10, 25:11, 25:16) | NNUBiP Ukrainy | Sala sportowa zakładu szkła medycznego, Połtawa Sędziowie: Switłana Uminśka i Maksym Elkin |

| 12.09.2020 13:00 (UTC+3) | NUBiP Ukrainy | 0:3 (14:25, 23:25, 21:25) | SK Radius-SDIUSSZOR Połtawa №2 | Sala sportowa zakładu szkła medycznego, Połtawa Sędziowie: Switłana Uminśka i Maksym Elkin |

| 12.09.2020 16:00 (UTC+3) | WK Reszetyliwka | 3:0 (25:7, 25:9, 25:20) | NUFWSU | Sala sportowa zakładu szkła medycznego, Połtawa Sędziowie: Maksym Elkin i Switłana Uminśka |

| 13.09.2020 10:00 (UTC+3) | NUFWSU | 3:1 (25:20, 21:25, 25:18, 25:17) | NUBiP Ukrainy | Sala sportowa zakładu szkła medycznego, Połtawa Sędziowie: Switłana Uminśka i Maksym Elkin |

| 13.09.2020 13:00 (UTC+3) | SK Radius-SDIUSSZOR Połtawa №2 | 0:3 (17:25, 13:25, 15:25) | WK Reszetyliwka | Sala sportowa zakładu szkła medycznego, Połtawa Sędziowie: Maksym Elkin i Switłana Uminśka |

#### Grupa E
Tabela
| Lp. | Drużyna              | Mecze | Mecze   | Mecze   | Pkt | Sety | Sety | Sety  | Małe punkty | Małe punkty | Małe punkty |
| Lp. | Drużyna              | M     | W (3:2) | P (2:3) | Pkt | wyg. | prz. | ratio | zdob.       | str.        | ratio       |
| --- | -------------------- | ----- | ------- | ------- | --- | ---- | ---- | ----- | ----------- | ----------- | ----------- |
| 1   | WK Politechnik-Odesa | 3     | 3 (0)   | 0 (0)   | 9   | 9    | 1    | 9.000 | 248         | 189         | 1.312       |
| 2   | WK Nikopol           | 3     | 2 (0)   | 1 (0)   | 6   | 7    | 4    | 1.750 | 258         | 235         | 1.098       |
| 3   | Whoru Chersoń        | 3     | 1 (1)   | 2 (0)   | 2   | 3    | 8    | 0.375 | 217         | 249         | 0.871       |
| 4   | Nejrotrek            | 3     | 0 (0)   | 3 (1)   | 1   | 3    | 9    | 0.333 | 231         | 281         | 0.822       |

Źródło: FWU – Data Project (ukr.)
Punktacja: 3:0 i 3:1 – 3 pkt; 3:2 – 2 pkt; 2:3 – 1 pkt; 1:3 i 0:3 – 0 pkt
Zasady ustalania kolejności: 1. liczba zwycięstw; 2. liczba punktów; 3. stosunek setów; 4. stosunek małych punktów; 5. bilans w bezpośrednich meczach
Wyniki spotkań
| 11.09.2020 16:00 (UTC+3) | WK Politechnik-Odesa | 3:0 (25:15, 25:19, 25:12) | Nejrotrek | Sala sportowa KZ DIUSSZ, Nikopol Sędziowie: Ołeksandr Boczarow i Olha Łobaniowa |

| 11.09.2020 19:00 (UTC+3) | WK Nikopol | 3:0 (25:18, 25:18, 25:15) | Whoru Chersoń | Sala sportowa KZ DIUSSZ, Nikopol Sędziowie: Olha Łobaniowa i Ołeksandr Boczarow |

| 12.09.2020 14:00 (UTC+3) | Nejrotrek | 2:3 (25:23, 19:25, 18:25, 27:25, 10:15) | Whoru Chersoń | Sala sportowa KZ DIUSSZ, Nikopol Sędziowie: Ołeksandr Boczarow i Olha Łobaniowa |

| 12.09.2020 17:00 (UTC+3) | WK Politechnik-Odesa | 3:1 (22:25, 25:22, 26:24, 25:19) | WK Nikopol | Sala sportowa KZ DIUSSZ, Nikopol Sędziowie: Olha Łobaniowa i Ołeksandr Boczarow |

| 13.09.2020 10:00 (UTC+3) | Whoru Chersoń | 0:3 (10:25, 21:25, 22:25) | WK Politechnik-Odesa | Sala sportowa KZ DIUSSZ, Nikopol Sędziowie: Olha Łobaniowa i Ołeksandr Boczarow |

| 13.09.2020 13:00 (UTC+3) | WK Nikopol | 3:1 (25:18, 18:25, 25:22, 25:21) | Nejrotrek | Sala sportowa KZ DIUSSZ, Nikopol Sędziowie: Ołeksandr Boczarow i Olha Łobaniowa |

### II runda
awans do III rundy

#### Grupa F
Tabela
| Lp. | Drużyna                        | Mecze | Mecze   | Mecze   | Pkt | Sety | Sety | Sety  | Małe punkty | Małe punkty | Małe punkty |
| Lp. | Drużyna                        | M     | W (3:2) | P (2:3) | Pkt | wyg. | prz. | ratio | zdob.       | str.        | ratio       |
| --- | ------------------------------ | ----- | ------- | ------- | --- | ---- | ---- | ----- | ----------- | ----------- | ----------- |
| 1   | WK Reszetyliwka                | 2     | 2 (0)   | 0 (0)   | 6   | 6    | 0    | MAX   | 150         | 109         | 1.376       |
| 2   | WSK MHP-Winnica                | 2     | 1 (0)   | 1 (0)   | 3   | 3    | 3    | 1.000 | 133         | 121         | 1.099       |
| 3   | SK Radius-SDIUSSZOR Połtawa №2 | 2     | 0 (0)   | 2 (0)   | 0   | 0    | 6    | 0.000 | 97          | 150         | 0.647       |

Źródło: FWU – Data Project (ukr.)
Punktacja: 3:0 i 3:1 – 3 pkt; 3:2 – 2 pkt; 2:3 – 1 pkt; 1:3 i 0:3 – 0 pkt
Zasady ustalania kolejności: 1. liczba zwycięstw; 2. liczba punktów; 3. stosunek setów; 4. stosunek małych punktów; 5. bilans w bezpośrednich meczach
Wyniki spotkań
| 06.11.2020 18:00 (UTC+2) | SK Radius-SDIUSSZOR Połtawa №2 | 0:3 (11:25, 20:25, 15:25) | WSK MHP-Winnica | Sala sportowa zakładu szkła medycznego, Połtawa Sędziowie: Ołeksandr Osadczyj i Serhij Owczaruk |

| 07.11.2020 13:00 (UTC+2) | WSK MHP-Winnica | 0:3 (15:25, 21:25, 22:25) | WK Reszetyliwka | Sala sportowa zakładu szkła medycznego, Połtawa Sędziowie: Serhij Owczaruk i Ołeksandr Osadczyj |

| 08.11.2020 13:00 (UTC+2) | SK Radius-SDIUSSZOR Połtawa №2 | 0:3 (20:25, 13:25, 18:25) | WK Reszetyliwka | Sala sportowa zakładu szkła medycznego, Połtawa Sędziowie: Serhij Owczaruk i Ołeksandr Osadczyj |

#### Grupa G
Tabela
| Lp. | Drużyna          | Mecze | Mecze   | Mecze   | Pkt | Sety | Sety | Sety  | Małe punkty | Małe punkty | Małe punkty |
| Lp. | Drużyna          | M     | W (3:2) | P (2:3) | Pkt | wyg. | prz. | ratio | zdob.       | str.        | ratio       |
| --- | ---------------- | ----- | ------- | ------- | --- | ---- | ---- | ----- | ----------- | ----------- | ----------- |
| 1   | DSO-ZNU Tarnopol | 2     | 2 (1)   | 0 (0)   | 5   | 6    | 2    | 3.000 | 190         | 154         | 1.234       |
| 2   | Chotynśki kozaky | 2     | 1 (0)   | 1 (1)   | 4   | 5    | 3    | 1.667 | 181         | 174         | 1.040       |
| 3   | Donbas Pokrowsk  | 2     | 0 (0)   | 2 (0)   | 0   | 0    | 6    | 0.000 | 109         | 152         | 0.717       |

Źródło: FWU – Data Project (ukr.)
Punktacja: 3:0 i 3:1 – 3 pkt; 3:2 – 2 pkt; 2:3 – 1 pkt; 1:3 i 0:3 – 0 pkt
Zasady ustalania kolejności: 1. liczba zwycięstw; 2. liczba punktów; 3. stosunek setów; 4. stosunek małych punktów; 5. bilans w bezpośrednich meczach
Wyniki spotkań
| 06.11.2020 16:00 (UTC+2) | DSO-ZUNU Tarnopol | 3:2 (25:19, 23:25, 25:27, 25:18, 17:15) | Chotynśki kozaky | Kompleks sportowy ZNU, Tarnopol Sędziowie: Witalij Kopacz i Andrij Diaczuk |

| 07.11.2020 15:00 (UTC+2) | Chotynśki kozaky | 3:0 (25:18, 27:25, 25:16) | Donbas Pokrowsk | Kompleks sportowy ZNU, Tarnopol Sędziowie: Andrij Diaczuk i Witalij Kopacz |

| 08.11.2020 13:00 (UTC+2) | DSO-ZUNU Tarnopol | 3:0 (25:19, 25:16, 25:15) | Donbas Pokrowsk | Kompleks sportowy ZNU, Tarnopol Sędziowie: Witalij Kopacz i Andrij Diaczuk |

#### Grupa H
Tabela
| Lp. | Drużyna                   | Mecze | Mecze   | Mecze   | Pkt | Sety | Sety | Sety  | Małe punkty | Małe punkty | Małe punkty |
| Lp. | Drużyna                   | M     | W (3:2) | P (2:3) | Pkt | wyg. | prz. | ratio | zdob.       | str.        | ratio       |
| --- | ------------------------- | ----- | ------- | ------- | --- | ---- | ---- | ----- | ----------- | ----------- | ----------- |
| 1   | Epicentr-Podolany Horodok | 3     | 3 (0)   | 0 (0)   | 9   | 9    | 0    | MAX   | 225         | 152         | 1.480       |
| 2   | WK Dnipro                 | 3     | 2 (0)   | 1 (0)   | 6   | 6    | 4    | 1.500 | 229         | 196         | 1.168       |
| 3   | WK Bachmut-SZWSM          | 3     | 1 (0)   | 2 (0)   | 3   | 4    | 6    | 0.667 | 210         | 222         | 0.946       |
| 4   | WK Politechnik-Odesa      | 3     | 0 (0)   | 3 (0)   | 0   | 0    | 9    | 0.000 | 131         | 225         | 0.582       |

Źródło: FWU – Data Project (ukr.)
Punktacja: 3:0 i 3:1 – 3 pkt; 3:2 – 2 pkt; 2:3 – 1 pkt; 1:3 i 0:3 – 0 pkt
Zasady ustalania kolejności: 1. liczba zwycięstw; 2. liczba punktów; 3. stosunek setów; 4. stosunek małych punktów; 5. bilans w bezpośrednich meczach
Wyniki spotkań
| 13.11.2020 16:00 (UTC+2) | WK Politechnik-Odesa | 0:3 (15:25, 12:25, 13:25) | WK Dnipro | Hala sportowa Epicentr, Gródek Sędziowie: Kateryna Hrańko i Jurij Rybałka |

| 13.11.2020 19:00 (UTC+2) | Epicentr-Podolany Horodok | 3:0 (25:15, 25:18, 25:21) | WK Bachmut-SZWSM | Hala sportowa Epicentr, Gródek Sędziowie: Jurij Rybałka i Kateryna Hrańko |

| 14.11.2020 16:00 (UTC+2) | WK Bachmut-SZWSM | 1:3 (13:25, 18:25, 28:26, 22:25) | WK Dnipro | Hala sportowa Epicentr, Gródek Sędziowie: Jurij Rybałka i Kateryna Hrańko |

| 14.11.2020 19:00 (UTC+2) | Epicentr-Podolany Horodok | 3:0 (25:12, 25:14, 25:19) | WK Politechnik-Odesa | Hala sportowa Epicentr, Gródek Sędziowie: Kateryna Hrańko i Jurij Rybałka |

| 15.11.2020 11:00 (UTC+2) | WK Politechnik-Odesa | 0:3 (17:25, 14:25, 15:25) | WK Bachmut-SZWSM | Hala sportowa Epicentr, Gródek Sędziowie: Kateryna Hrańko i Jurij Rybałka |

| 15.11.2020 14:00 (UTC+2) | WK Dnipro | 0:3 (15:25, 20:25, 18:25) | Epicentr-Podolany Horodok | Hala sportowa Epicentr, Gródek Sędziowie: Jurij Rybałka i Kateryna Hrańko |

#### Grupa I
Tabela
| Lp. | Drużyna                    | Mecze | Mecze   | Mecze   | Pkt | Sety | Sety | Sety  | Małe punkty | Małe punkty | Małe punkty |
| Lp. | Drużyna                    | M     | W (3:2) | P (2:3) | Pkt | wyg. | prz. | ratio | zdob.       | str.        | ratio       |
| --- | -------------------------- | ----- | ------- | ------- | --- | ---- | ---- | ----- | ----------- | ----------- | ----------- |
| 1   | Burewisnyk-SzWSM Czernihów | 3     | 3 (1)   | 0 (0)   | 8   | 9    | 3    | 3.000 | 287         | 242         | 1.186       |
| 2   | Nowator Chmielnicki        | 3     | 2 (1)   | 1 (1)   | 6   | 8    | 5    | 1.600 | 279         | 268         | 1.041       |
| 3   | Buława Lwów                | 3     | 1 (1)   | 2 (0)   | 2   | 3    | 8    | 0.375 | 232         | 252         | 0.921       |
| 4   | WK Nikopol                 | 3     | 0 (0)   | 3 (2)   | 2   | 5    | 9    | 0.556 | 286         | 322         | 0.888       |

Źródło: FWU – Data Project (ukr.)
Punktacja: 3:0 i 3:1 – 3 pkt; 3:2 – 2 pkt; 2:3 – 1 pkt; 1:3 i 0:3 – 0 pkt
Zasady ustalania kolejności: 1. liczba zwycięstw; 2. liczba punktów; 3. stosunek setów; 4. stosunek małych punktów; 5. bilans w bezpośrednich meczach
Wyniki spotkań
| 06.11.2020 15:00 (UTC+2) | Nowator Chmielnicki | 3:2 (25:20, 20:25, 23:25, 26:24, 15:6) | WK Nikopol | Hala sportowa Wyższej Szkoły Technicznej NŁTU, Lwów Sędziowie: Jurij Teslicki i Pawło Sawycz |

| 06.11.2020 18:00 (UTC+2) | Burewisnyk-SzWSM Czernihów | 3:0 (25:16, 25:20, 27:25) | Buława Lwów | Hala sportowa Wyższej Szkoły Technicznej NŁTU, Lwów Sędziowie: Pawło Sawycz i Jurij Teslicki |

| 07.11.2020 13:00 (UTC+2) | Buława Lwów | 3:2 (25:19, 25:18, 21:25, 23:25, 15:13) | WK Nikopol | Hala sportowa Wyższej Szkoły Technicznej NŁTU, Lwów Sędziowie: Pawło Sawycz i Jurij Teslicki |

| 07.11.2020 16:00 (UTC+2) | Burewisnyk-SzWSM Czernihów | 3:2 (25:22, 21:25, 20:25, 25:11, 15:12) | Nowator Chmielnicki | Hala sportowa Wyższej Szkoły Technicznej NŁTU, Lwów Sędziowie: Jurij Teslicki i Pawło Sawycz |

| 08.11.2020 10:00 (UTC+2) | WK Nikopol | 1:3 (16:25, 22:25, 31:29, 17:25) | Burewisnyk-SzWSM Czernihów | Hala sportowa Wyższej Szkoły Technicznej NŁTU, Lwów Sędziowie: Pawło Sawycz i Jurij Teslicki |

| 08.11.2020 13:00 (UTC+2) | Nowator Chmielnicki | 3:0 (25:22, 25:19, 25:21) | Buława Lwów | Hala sportowa Wyższej Szkoły Technicznej NŁTU, Lwów Sędziowie: Jurij Teslicki i Pawło Sawycz |

### III runda
awans do IV rundy

#### Grupa J
Tabela
| Lp. | Drużyna                      | Mecze | Mecze   | Mecze   | Pkt | Sety | Sety | Sety  | Małe punkty | Małe punkty | Małe punkty |
| Lp. | Drużyna                      | M     | W (3:2) | P (2:3) | Pkt | wyg. | prz. | ratio | zdob.       | str.        | ratio       |
| --- | ---------------------------- | ----- | ------- | ------- | --- | ---- | ---- | ----- | ----------- | ----------- | ----------- |
| 1   | Żytyczi-PNU Żytomierz        | 3     | 3 (0)   | 0 (0)   | 9   | 9    | 1    | 9.000 | 248         | 198         | 1.253       |
| 2   | WK Reszetyliwka              | 3     | 2 (0)   | 1 (0)   | 6   | 6    | 3    | 2.000 | 222         | 206         | 1.078       |
| 3   | Jurydyczna akademіja Charków | 3     | 1 (0)   | 2 (0)   | 3   | 4    | 7    | 0.571 | 255         | 256         | 0.996       |
| 4   | Chotynśki kozaky             | 3     | 0 (0)   | 3 (0)   | 0   | 1    | 9    | 0.111 | 185         | 250         | 0.740       |

Źródło: FWU – Data Project (ukr.)
Punktacja: 3:0 i 3:1 – 3 pkt; 3:2 – 2 pkt; 2:3 – 1 pkt; 1:3 i 0:3 – 0 pkt
Zasady ustalania kolejności: 1. liczba zwycięstw; 2. liczba punktów; 3. stosunek setów; 4. stosunek małych punktów; 5. bilans w bezpośrednich meczach
Wyniki spotkań
| 29.01.2021 16:00 (UTC+2) | Żytyczi-PNU Żytomierz | 3:0 (25:19, 25:10, 25:16) | Chotynśki kozaky | Hala sportowa DIUSSZ, Chocim Sędziowie: Mychajło Medwidʹ i Andrij Lopa |

| 29.01.2021 19:00 (UTC+2) | Jurydyczna akademіja Charków | 0:3 (29:31, 19:25, 20:25) | WK Reszetyliwka | Hala sportowa DIUSSZ, Chocim Sędziowie: Andrij Lopa i Mychajło Medwidʹ |

| 30.01.2021 14:00 (UTC+2) | Chotynśki kozaky | 0:3 (20:25, 19:25, 23:25) | WK Reszetyliwka | Hala sportowa DIUSSZ, Chocim Sędziowie: Mychajło Medwidʹ i Andrij Lopa |

| 30.01.2021 17:00 (UTC+2) | Żytyczi-PNU Żytomierz | 3:1 (22:25, 25:21, 25:22, 25:19) | Jurydyczna akademіja Charków | Hala sportowa DIUSSZ, Chocim Sędziowie: Andrij Lopa i Mychajło Medwidʹ |

| 31.01.2021 11:00 (UTC+2) | Jurydyczna akademіja Charków | 3:1 (25:27, 25:18, 25:15, 25:18) | Chotynśki kozaky | Hala sportowa DIUSSZ, Chocim Sędziowie: Andrij Lopa i Mychajło Medwidʹ |

| 31.01.2021 14:00 (UTC+2) | WK Reszetyliwka | 0:3 (24:26, 20:25, 22:25) | Żytyczi-PNU Żytomierz | Hala sportowa DIUSSZ, Chocim Sędziowie: Mychajło Medwidʹ i Andrij Lopa |

#### Grupa K
Tabela
| Lp. | Drużyna                   | Mecze | Mecze   | Mecze   | Pkt | Sety | Sety | Sety  | Małe punkty | Małe punkty | Małe punkty |
| Lp. | Drużyna                   | M     | W (3:2) | P (2:3) | Pkt | wyg. | prz. | ratio | zdob.       | str.        | ratio       |
| --- | ------------------------- | ----- | ------- | ------- | --- | ---- | ---- | ----- | ----------- | ----------- | ----------- |
| 1   | Barkom-Każany Lwów        | 2     | 2 (1)   | 0 (0)   | 5   | 6    | 2    | 3.000 | 188         | 162         | 1.160       |
| 2   | Epicentr-Podolany Horodok | 2     | 1 (0)   | 1 (1)   | 4   | 5    | 5    | 1.000 | 222         | 212         | 1.047       |
| 3   | WK Dnipro                 | 2     | 0 (0)   | 2 (0)   | 0   | 2    | 6    | 0.333 | 153         | 189         | 0.810       |

Źródło: FWU – Data Project (ukr.)
Punktacja: 3:0 i 3:1 – 3 pkt; 3:2 – 2 pkt; 2:3 – 1 pkt; 1:3 i 0:3 – 0 pkt
Zasady ustalania kolejności: 1. liczba zwycięstw; 2. liczba punktów; 3. stosunek setów; 4. stosunek małych punktów; 5. bilans w bezpośrednich meczach
Wyniki spotkań
| 29.01.2021 16:00 (UTC+2) | Barkom-Każany Lwów | 3:2 (28:26, 20:25, 25:21, 25:27, 15:9) | Epicentr-Podolany Horodok | Pałac Sportu Hałyczyna, Lwów Sędziowie: Wołodymyr Bosenko i Serhij Owczaruk |

| 30.01.2021 15:00 (UTC+2) | Epicentr-Podolany Horodok | 3:2 (26:28, 25:19, 25:17, 23:25, 15:10) | WK Dnipro | Pałac Sportu Hałyczyna, Lwów Sędziowie: Serhij Owczaruk i Wołodymyr Bosenko |

| 31.01.2021 12:00 (UTC+2) | Barkom-Każany Lwów | 3:0 (25:18, 25:21, 25:15) | WK Dnipro | Pałac Sportu Hałyczyna, Lwów Sędziowie: Serhij Owczaruk i Wołodymyr Bosenko |

#### Grupa L
Tabela
| Lp. | Drużyna             | Mecze | Mecze   | Mecze   | Pkt | Sety | Sety | Sety  | Małe punkty | Małe punkty | Małe punkty |
| Lp. | Drużyna             | M     | W (3:2) | P (2:3) | Pkt | wyg. | prz. | ratio | zdob.       | str.        | ratio       |
| --- | ------------------- | ----- | ------- | ------- | --- | ---- | ---- | ----- | ----------- | ----------- | ----------- |
| 1   | WK MHP-Winnica      | 3     | 3 (0)   | 0 (0)   | 9   | 9    | 1    | 9.000 | 246         | 180         | 1.367       |
| 2   | WSK MHP-Winnica     | 3     | 2 (0)   | 1 (0)   | 6   | 7    | 3    | 2.333 | 224         | 210         | 1.067       |
| 3   | DSO-ZUNU Tarnopol   | 3     | 1 (0)   | 2 (0)   | 3   | 3    | 6    | 0.500 | 184         | 221         | 0.833       |
| 4   | Nowator Chmielnicki | 3     | 0 (0)   | 3 (0)   | 0   | 0    | 9    | 0.000 | 185         | 228         | 0.811       |

Źródło: FWU – Data Project (ukr.)
Punktacja: 3:0 i 3:1 – 3 pkt; 3:2 – 2 pkt; 2:3 – 1 pkt; 1:3 i 0:3 – 0 pkt
Zasady ustalania kolejności: 1. liczba zwycięstw; 2. liczba punktów; 3. stosunek setów; 4. stosunek małych punktów; 5. bilans w bezpośrednich meczach
Wyniki spotkań
| 22.12.2020 14:00 (UTC+2) | WK MHP-Winnica | 3:0 (25:15, 25:22, 25:16) | DSO-ZUNU Tarnopol | Kompleks sportowy WNMU, Winnica Sędziowie: Andrij Lopa i Mychajło Medwid´ |

| 22.12.2020 19:00 (UTC+2) | WSK MHP-Winnica | 3:0 (25:22, 25:19, 25:20) | Nowator Chmielnicki | Kompleks sportowy WNMU, Winnica Sędziowie: Mychajło Medwid´ i Andrij Lopa |

| 23.12.2020 14:00 (UTC+2) | DSO-ZUNU Tarnopol | 3:0 (25:23, 25:22, 28:26) | Nowator Chmielnicki | Kompleks sportowy WNMU, Winnica Sędziowie: Mychajło Medwid´ i Andrij Lopa |

| 23.12.2020 17:00 (UTC+2) | WK MHP-Winnica | 3:1 (21:25, 25:17, 25:15, 25:17) | WSK MHP-Winnica | Kompleks sportowy WNMU, Winnica Sędziowie: Andrij Lopa i Mychajło Medwid´ |

| 24.12.2020 11:00 (UTC+2) | WSK MHP-Winnica | 3:0 (25:18, 25:13, 25:22) | DSO-ZUNU Tarnopol | Kompleks sportowy WNMU, Winnica Sędziowie: Andrij Lopa i Mychajło Medwid´ |

| 24.12.2020 14:00 (UTC+2) | Nowator Chmielnicki | 0:3 (21:25, 14:25, 18:25) | WK MHP-Winnica | Kompleks sportowy WNMU, Winnica Sędziowie: Mychajło Medwid´ i Andrij Lopa |

#### Grupa M
Tabela
| Lp. | Drużyna                    | Mecze | Mecze   | Mecze   | Pkt | Sety | Sety | Sety  | Małe punkty | Małe punkty | Małe punkty |
| Lp. | Drużyna                    | M     | W (3:2) | P (2:3) | Pkt | wyg. | prz. | ratio | zdob.       | str.        | ratio       |
| --- | -------------------------- | ----- | ------- | ------- | --- | ---- | ---- | ----- | ----------- | ----------- | ----------- |
| 1   | Serce Podilla Winnica      | 2     | 2 (0)   | 0 (0)   | 6   | 6    | 0    | MAX   | 150         | 109         | 1.376       |
| 2   | Burewisnyk-SzWSM Czernihów | 2     | 1 (0)   | 1 (0)   | 3   | 3    | 3    | 1.000 | 130         | 131         | 0.992       |
| 3   | Łokomotyw Charków          | 2     | 0 (0)   | 2 (0)   | 0   | 0    | 6    | 0.000 | 110         | 150         | 0.733       |

Źródło: FWU – Data Project (ukr.)
Punktacja: 3:0 i 3:1 – 3 pkt; 3:2 – 2 pkt; 2:3 – 1 pkt; 1:3 i 0:3 – 0 pkt
Zasady ustalania kolejności: 1. liczba zwycięstw; 2. liczba punktów; 3. stosunek setów; 4. stosunek małych punktów; 5. bilans w bezpośrednich meczach
Wyniki spotkań
| 22.12.2020 17:30 (UTC+2) | Burewisnyk-SzWSM Czernihów | 3:0 (25:16, 25:21, 25:19) | Łokomotyw Charków | Hala sportowa Narodowego Uniwersytetu, Czernihów Sędziowie: Andrij Kowalczuk i Witalij Parszyn |

| 23.12.2020 14:00 (UTC+2) | Łokomotyw Charków | 0:3 (18:25, 18:25, 18:25) | Serce Podilla Winnica | Hala sportowa Narodowego Uniwersytetu, Czernihów Sędziowie: Witalij Parszyn i Andrij Kowalczuk |

| 24.12.2020 12:00 (UTC+2) | Burewisnyk-SzWSM Czernihów | 0:3 (20:25, 18:25, 17:25) | Serce Podilla Winnica | Hala sportowa Narodowego Uniwersytetu, Czernihów Sędziowie: Andrij Kowalczuk i Witalij Parszyn |

### IV runda
awans do turnieju finałowego

#### Grupa N
Tabela
| Lp. | Drużyna                    | Mecze | Mecze   | Mecze   | Pkt | Sety | Sety | Sety  | Małe punkty | Małe punkty | Małe punkty |
| Lp. | Drużyna                    | M     | W (3:2) | P (2:3) | Pkt | wyg. | prz. | ratio | zdob.       | str.        | ratio       |
| --- | -------------------------- | ----- | ------- | ------- | --- | ---- | ---- | ----- | ----------- | ----------- | ----------- |
| 1   | Barkom-Każany Lwów         | 3     | 3 (0)   | 0 (0)   | 9   | 9    | 0    | MAX   | 225         | 148         | 1.520       |
| 2   | WK MHP-Winnica             | 3     | 2 (0)   | 1 (0)   | 6   | 6    | 4    | 1.500 | 222         | 219         | 1.014       |
| 3   | Burewisnyk-SzWSM Czernihów | 3     | 1 (1)   | 2 (0)   | 2   | 3    | 8    | 0.375 | 212         | 262         | 0.809       |
| 4   | WK Reszetyliwka            | 3     | 0 (0)   | 3 (1)   | 1   | 3    | 9    | 0.333 | 248         | 278         | 0.892       |

Źródło: FWU – Data Project (ukr.)
Punktacja: 3:0 i 3:1 – 3 pkt; 3:2 – 2 pkt; 2:3 – 1 pkt; 1:3 i 0:3 – 0 pkt
Zasady ustalania kolejności: 1. liczba zwycięstw; 2. liczba punktów; 3. stosunek setów; 4. stosunek małych punktów; 5. bilans w bezpośrednich meczach
Wyniki spotkań
| 25.02.2021 16:00 (UTC+2) | Burewisnyk-SzWSM Czernihów | 0:3 (16:25, 24:26, 20:25) | WK MHP-Winnica | Sala sportowa zakładu szkła medycznego, Połtawa Sędziowie: Andrij Kowalczuk i Ołeh Iwanow |

| 25.02.2021 19:00 (UTC+2) | Barkom-Każany Lwów | 3:0 (25:15, 25:23, 25:15) | WK Reszetyliwka | Sala sportowa zakładu szkła medycznego, Połtawa Sędziowie: Ołeh Iwanow i Andrij Kowalczuk |

| 26.02.2021 16:00 (UTC+2) | Barkom-Każany Lwów | 3:0 (25:14, 25:16, 25:13) | Burewisnyk-SzWSM Czernihów | Sala sportowa zakładu szkła medycznego, Połtawa Sędziowie: Ołeh Iwanow i Andrij Kowalczuk |

| 26.02.2021 19:00 (UTC+2) | WK Reszetyliwka | 1:3 (23:25, 14:25, 25:19, 22:25) | WK MHP-Winnica | Sala sportowa zakładu szkła medycznego, Połtawa Sędziowie: Andrij Kowalczuk i Ołeh Iwanow |

| 27.02.2021 11:00 (UTC+2) | WK MHP-Winnica | 0:3 (19:25, 14:25, 19:25) | Barkom-Każany Lwów | Sala sportowa zakładu szkła medycznego, Połtawa Sędziowie: Andrij Kowalczuk i Ołeh Iwanow |

| 27.02.2021 14:00 (UTC+2) | Burewisnyk-SzWSM Czernihów | 3:2 (17:25, 27:25, 25:22, 25:27, 15:12) | WK Reszetyliwka | Sala sportowa zakładu szkła medycznego, Połtawa Sędziowie: Ołeh Iwanow i Andrij Kowalczuk |

#### Grupa O
Tabela
| Lp. | Drużyna                   | Mecze | Mecze   | Mecze   | Pkt | Sety | Sety | Sety  | Małe punkty | Małe punkty | Małe punkty |
| Lp. | Drużyna                   | M     | W (3:2) | P (2:3) | Pkt | wyg. | prz. | ratio | zdob.       | str.        | ratio       |
| --- | ------------------------- | ----- | ------- | ------- | --- | ---- | ---- | ----- | ----------- | ----------- | ----------- |
| 1   | Epicentr-Podolany Horodok | 3     | 3 (1)   | 0 (0)   | 8   | 9    | 2    | 4.500 | 250         | 205         | 1.220       |
| 2   | Żytyczi-PNU Żytomierz     | 3     | 2 (0)   | 1 (1)   | 7   | 8    | 3    | 2.667 | 253         | 217         | 1.166       |
| 3   | WSK MHP-Winnica           | 3     | 1 (1)   | 2 (0)   | 2   | 3    | 8    | 0.375 | 212         | 256         | 0.828       |
| 4   | Serce Podilla Winnica     | 3     | 0 (0)   | 3 (1)   | 1   | 2    | 9    | 0.222 | 222         | 259         | 0.857       |

Źródło: FWU – Data Project (ukr.)
Punktacja: 3:0 i 3:1 – 3 pkt; 3:2 – 2 pkt; 2:3 – 1 pkt; 1:3 i 0:3 – 0 pkt
Zasady ustalania kolejności: 1. liczba zwycięstw; 2. liczba punktów; 3. stosunek setów; 4. stosunek małych punktów; 5. bilans w bezpośrednich meczach
Wyniki spotkań
| 25.02.2021 16:00 (UTC+2) | Żytyczi-PNU Żytomierz | 2:3 (21:25, 25:14, 21:25, 25:21, 11:15) | Epicentr-Podolany Horodok | Kompleks sportowy Uniwersytetu im. Iwana Franki, Żytomierz Sędziowie: Serhij Hulka i Witalij Parszyn |

| 25.02.2021 19:00 (UTC+2) | Serce Podilla Winnica | 2:3 (23:25, 21:25, 25:22, 25:22, 12:15) | WSK MHP-Winnica | Kompleks sportowy Uniwersytetu im. Iwana Franki, Żytomierz Sędziowie: Witalij Parszyn i Serhij Hulka |

| 26.02.2021 16:00 (UTC+2) | Żytyczi-PNU Żytomierz | 3:0 (25:22, 25:23, 25:19) | Serce Podilla Winnica | Kompleks sportowy Uniwersytetu im. Iwana Franki, Żytomierz Sędziowie: Serhij Hulka i Witalij Parszyn |

| 26.02.2021 19:00 (UTC+2) | Epicentr-Podolany Horodok | 3:0 (25:22, 25:15, 25:13) | WSK MHP-Winnica | Kompleks sportowy Uniwersytetu im. Iwana Franki, Żytomierz Sędziowie: Witalij Parszyn i Serhij Hulka |

| 27.02.2021 11:00 (UTC+2) | Serce Podilla Winnica | 0:3 (13:25, 18:25, 21:25) | Epicentr-Podolany Horodok | Kompleks sportowy Uniwersytetu im. Iwana Franki, Żytomierz Sędziowie: Witalij Parszyn i Serhij Hulka |

| 27.02.2021 14:00 (UTC+2) | WSK MHP-Winnica | 0:3 (12:25, 23:25, 18:25) | Żytyczi-PNU Żytomierz | Kompleks sportowy Uniwersytetu im. Iwana Franki, Żytomierz Sędziowie: Serhij Hulka i Witalij Parszyn |

### Turniej finałowy

#### Drabinka
|  |                           |                           |                    |                    |   |                       |                       |       |
|  | Półfinały                 | Półfinały                 | Półfinały          |                    |   | Finał                 | Finał                 | Finał |
|  | Półfinały                 | Półfinały                 | Półfinały          |                    |   | Finał                 | Finał                 | Finał |
|  |                           |                           |                    |                    |   |                       |                       |       |
|  |                           |                           |                    |                    |   |                       |                       |       |
|  | Epicentr-Podolany Horodok | Epicentr-Podolany Horodok | 1                  |                    |   |                       |                       |       |
|  | Epicentr-Podolany Horodok | Epicentr-Podolany Horodok | 1                  |                    |   |                       |                       |       |
|  | Żytyczi-PNU Żytomierz     | Żytyczi-PNU Żytomierz     | 3                  |                    |   |                       |                       |       |
|  | Żytyczi-PNU Żytomierz     | Żytyczi-PNU Żytomierz     | 3                  |                    |   | Żytyczi-PNU Żytomierz | Żytyczi-PNU Żytomierz | 2     |
|  |                           |                           |                    |                    |   | Żytyczi-PNU Żytomierz | Żytyczi-PNU Żytomierz | 2     |
|  |                           |                           | Barkom-Każany Lwów | Barkom-Każany Lwów | 3 |                       |                       |       |
|  | Barkom-Każany Lwów        | Barkom-Każany Lwów        | Barkom-Każany Lwów | Barkom-Każany Lwów | 3 | 3                     |                       |       |
|  | Barkom-Każany Lwów        | Barkom-Każany Lwów        |                    |                    |   |                       |                       |       |
|  | WK MHP-Winnica            | WK MHP-Winnica            | 0                  |                    |   |                       |                       |       |
|  | WK MHP-Winnica            | WK MHP-Winnica            | 0                  | Mecz o 3. miejsce  |   |                       |                       |       |
|  |                           |                           |                    |                    |   |                       |                       |       |
|  |                           |                           |                    |                    |   |                       |                       |       |
|  |                           |                           |                    |                    |   |                       |                       |       |
|  | Epicentr-Podolany Horodok | Epicentr-Podolany Horodok | 3                  |                    |   |                       |                       |       |
|  | Epicentr-Podolany Horodok | Epicentr-Podolany Horodok | 3                  |                    |   |                       |                       |       |
|  | WK MHP-Winnica            | WK MHP-Winnica            | 1                  |                    |   |                       |                       |       |
|  | WK MHP-Winnica            | WK MHP-Winnica            | 1                  |                    |   |                       |                       |       |

#### Półfinały
| 19.03.2021 13:00 (UTC+2) | Epicentr-Podolany Horodok | 1:3 (22:25, 25:22, 21:25, 21:25) | Żytyczi-PNU Żytomierz | Kompleks sportowy Epicentr, Gródek Sędziowie: Andrij Kowalczuk i Mychajło Medwidʹ |

| 19.03.2021 15:30 (UTC+2) | Barkom-Każany Lwów | 3:0 (25:19, 25:22, 25:14) | WK MHP-Winnica | Kompleks sportowy Epicentr, Gródek Sędziowie: Mychajło Medwidʹ i Serhij Hulka |

#### Mecz o 3. miejsce
| 20.03.2021 11:00 (UTC+2) | Epicentr-Podolany Horodok | 3:1 (25:17, 23:25, 25:13, 25:21) | WK MHP-Winnica | Kompleks sportowy Epicentr, Gródek Sędziowie: Serhij Hulka i Mychajło Medwidʹ |

#### Finał
| 20.03.2021 14:00 (UTC+2) | Żytyczi-PNU Żytomierz | 2:3 (21:25, 25:18, 20:25, 25:22, 13:15) | Barkom-Każany Lwów | Kompleks sportowy Epicentr, Gródek Sędziowie: Andrij Kowalczuk i Serhij Hulka |